# Lane megye (Kansas)
Lane megye az Amerikai Egyesült Államokban, azon belül Kansas államban található. Megyeszékhelye és legnagyobb városa Dighton. Lakosainak száma 1574 fő (2020. április 1.). Lane megye Gove, Ness, Finney és Scott megyékkel határos.

## Népesség
A megye népességének változása:
| Lakosok száma | 1736 | 1764 | 1706 | 1720 | 1670 | 1574 |
|               | 2010 | 2011 | 2012 | 2013 | 2015 | 2020 |